# Noizy

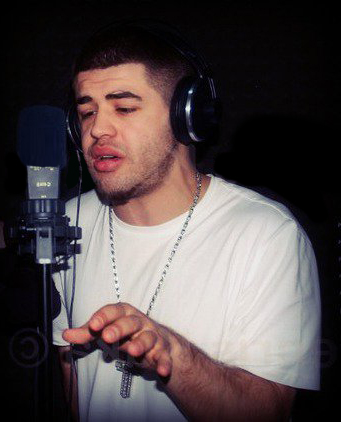
Noizy (2011)

Noizy (* 27. September 1986 in Sukth, Albanien; bürgerlich Rigels Rajku) ist ein albanischer Rapper aus Durrës.

## Leben
Rajku wurde im Jahr 1986 in Sukth, einem Ort zwischen der Hafenstadt Durrës und der albanischen Hauptstadt Tirana, geboren. In vielen Liedern erwähnt er jedoch, dass seine Familie ursprünglich aus Dibër, einer Region im Nordosten Albaniens, stammt. Im Jahr 1997 brachen in Albanien Unruhen aus, woraufhin Noizy und seine Familie illegal nach Großbritannien auswanderten und sie sich im Südosten von London, in Woolwich, niederließen. Obwohl die Eltern von Rajku für ein besseres Leben der Kinder aus Albanien emigrierten, war Rajku in seinem ehemaligen Viertel bereits im frühen Alter mit Gewalt und Kriminalität in Kontakt gekommen.
Im Jahr 2001 gründete er als 15-Jähriger die noch bis heute existierende Gruppe O.T.R . (früher: On The Run, heute: On Top of the Rest), welche laut eigenen Aussagen oftmals in Konflikte mit der New Scotland Yard geriet. Rajku lernte früh Kickboxen. Er stellte im Jahr 2005 einen bis heute noch existierenden Rekord auf, indem er in 15 Streetfight-Kämpfen 15 Mal durch K. o. gewann. Sein Vater gehört dem muslimischen Glauben an und seine Mutter dem katholischen. Da seine Schwester dem islamischen Glauben angehört, entschied Rigels sich dem Christentum zu widmen, weshalb er auch lange Zeit eine Kreuzkette trug. Dennoch befürwortet Noizy religiöse Toleranz.

## Karriere
Noizy veröffentlichte im Juli 2006 sein erstes Lied Kosovë-Shqipni. 2008 unterschrieb er einen Vertrag bei zig zag Records, O.T.R. (On Top of the Rest), bei denen er 2009 sein erstes Studioalbum Pak më ndryshe veröffentlichte. 2010 veröffentlichte er das Mixtape Most Wanted. Sein zweites Studioalbum The Leader erschien 2013 und sein viertes The Hardest in the Market im Juli 2014. Im Frühjahr 2017 wirkte er bei Zunas Single Nummer 1 mit, welcher in den deutschen Charts Platz sieben belegte und die im März 2018 vom Bundesverband Musikindustrie mit Gold ausgezeichnet wurde. Im März 2018 erschien mit Kriminell seine zweite Zusammenarbeit mit der Dresdener Rap-Crew KMN Gang, im Juni folgte die Single Toto in Kooperation mit dem Rapper RAF Camora.

## Diskografie

### Studioalben
| Jahr | Titel | Höchstplatzierung, Gesamtwochen, AuszeichnungChartplatzierungen (Jahr, Titel, Platzierungen, Wochen, Auszeichnungen, Anmerkungen) | Höchstplatzierung, Gesamtwochen, AuszeichnungChartplatzierungen (Jahr, Titel, Platzierungen, Wochen, Auszeichnungen, Anmerkungen) | Anmerkungen                         |
| Jahr | Titel | AT | CH | Anmerkungen                         |
| ---- | ----- | --- | --- | ----------------------------------- |
| 2020 | Epoka | — | CH32 (2 Wo.)CH | Erstveröffentlichung: 3. April 2020 |
| 2023 | Alpha | AT55 (1 Wo.)AT | CH2 (25 Wo.)CH | Erstveröffentlichung: 7. April 2023 |
| 2025 | Icon  | — | CH6 (6 Wo.)CH | Erstveröffentlichung: 6. Juni 2025  |

Weitere Studioalben
- 2009: Pak më ndryshe
- 2010: Most Wanted
- 2013: The Leader
- 2014: The Hardest in the Market
- 2016: Zin City

### Mixtapes
- 2011: Living your dream
- 2012: Do you remember Me

### Singles als Leadmusiker
| Jahr | Titel Album              | Höchstplatzierung, Gesamtwochen, AuszeichnungChartplatzierungen (Jahr, Titel, Album, Platzierungen, Wochen, Auszeichnungen, Anmerkungen) | Höchstplatzierung, Gesamtwochen, AuszeichnungChartplatzierungen (Jahr, Titel, Album, Platzierungen, Wochen, Auszeichnungen, Anmerkungen) | Höchstplatzierung, Gesamtwochen, AuszeichnungChartplatzierungen (Jahr, Titel, Album, Platzierungen, Wochen, Auszeichnungen, Anmerkungen) | Anmerkungen                                                                |
| Jahr | Titel Album              | DE | AT | CH | Anmerkungen                                                                |
| --- | ------------------------ | --- | --- | --- | -------------------------------------------------------------------------- |
| 2018 | Toto –                   | DE18 Gold · (14 Wo.)DE | AT2 Gold · (14 Wo.)AT | CH4 Gold · (9 Wo.)CH | Erstveröffentlichung: 15. Juni 2018 Verkäufe: + 225.000; feat. RAF Camora  |
| 2020 | All Dem Talk –           | DE25 (2 Wo.)DE | AT21 (1 Wo.)AT | CH16 (2 Wo.)CH | Erstveröffentlichung: 26. Juni 2020 feat. Gzuz & Dutchavelli               |
| 2022 | Alles gut –              | DE23 (2 Wo.)DE | AT27 (2 Wo.)AT | CH11 (4 Wo.)CH | Erstveröffentlichung: 21. Januar 2022 feat. Dardan & Jugglerz              |
| 2022 | Alkool –                 | — | — | CH38 (4 Wo.)CH | Erstveröffentlichung: 9. Juni 2022 mit Yll Limani                          |
| 2022 | Heart Attack –           | DE61 (1 Wo.)DE | AT42 (1 Wo.)AT | CH3 (5 Wo.)CH | Erstveröffentlichung: 17. Juni 2022 feat. Loredana                         |
| 2023 | Jena mbreter 2 Alpha     | — | — | CH11 (7 Wo.)CH | Erstveröffentlichung: 14. April 2023                                       |
| 2023 | Location Alpha           | — | — | CH67 (1 Wo.)CH | Erstveröffentlichung: 21. April 2023 Verkäufe: + 50.000; mit Sfera Ebbasta |
| 2023 | Kallma –                 | — | — | CH9 (6 Wo.)CH | Erstveröffentlichung: 7. Juli 2023 feat. Dhurata Dora                      |
| 2023 | Hapa –                   | — | — | CH43 (2 Wo.)CH | Erstveröffentlichung: 11. August 2023 feat. Yll Limani                     |
| 2024 | Ama –                    | — | — | CH68 (3 Wo.)CH | Erstveröffentlichung: 21. Juni 2024 feat. Era Istrefi                      |
| 2024 | Follow You Icon          | DE70 (9 Wo.)DE | AT29 (9 Wo.)AT | CH9 (14 Wo.)CH | Erstveröffentlichung: 8. November 2024                                     |
| 2025 | Shoqe Icon               | — | — | CH60 (2 Wo.)CH | Erstveröffentlichung: 28. Mai 2025 feat. Kida                              |
| Folgende Lieder erschienen nicht als Single, wurden aber durch das Album zum Download und Streaming bereitgestellt und konnten somit eine Platzierung erlangen: |                          | | | |                                                                            |
| |                          | | | |                                                                            |
| 2023 | Yalla Alpha              | — | — | CH45 (1 Wo.)CH | Charteinstieg: 16. April 2023 feat. Yll Limani                             |
| 2023 | Welcome to Mi Casa Alpha | — | — | CH81 (1 Wo.)CH | Charteinstieg: 16. April 2023 feat. RAF Camora                             |
| 2025 | Icon                     | — | — | CH86 (1 Wo.)CH | Charteinstieg: 15. Juni 2025                                               |

Weitere Singles
- 2019: New Benz (mit Snik)

### Singles als Gastmusiker
| Jahr | Titel Album                       | Höchstplatzierung, Gesamtwochen, AuszeichnungChartplatzierungen (Jahr, Titel, Album, Platzierungen, Wochen, Auszeichnungen, Anmerkungen) | Höchstplatzierung, Gesamtwochen, AuszeichnungChartplatzierungen (Jahr, Titel, Album, Platzierungen, Wochen, Auszeichnungen, Anmerkungen) | Höchstplatzierung, Gesamtwochen, AuszeichnungChartplatzierungen (Jahr, Titel, Album, Platzierungen, Wochen, Auszeichnungen, Anmerkungen) | Höchstplatzierung, Gesamtwochen, AuszeichnungChartplatzierungen (Jahr, Titel, Album, Platzierungen, Wochen, Auszeichnungen, Anmerkungen) | Anmerkungen                                                                      |
| Jahr | Titel Album                       | DE | AT | CH | UK | Anmerkungen                                                                      |
| --- | --------------------------------- | --- | --- | --- | --- | -------------------------------------------------------------------------------- |
| 2017 | Nummer 1 Mele7                    | DE7 Platin · (24 Wo.)DE | AT42 Gold · (9 Wo.)AT | CH25 Gold · (8 Wo.)CH | — | Erstveröffentlichung: 10. März 2017 Verkäufe: + 425.000; Zuna feat. Azet & Noizy |
| 2018 | Kriminell Fast Life               | DE5 (8 Wo.)DE | AT11 (5 Wo.)AT | CH13 (5 Wo.)CH | — | Erstveröffentlichung: 16. März 2018 Azet feat. Zuna & Noizy                      |
| 2021 | Mi amor Dhurata                   | — | — | CH19 (11 Wo.)CH | — | Erstveröffentlichung: 23. Juli 2021 Dhurata Dora feat. Jugglerz & Noizy          |
| 2021 | Bonjour Madame Lamboziki          | — | — | CH14 (4 Wo.)CH | — | Erstveröffentlichung: 22. Oktober 2021 Mozzik feat. Noizy                        |
| 2022 | Maradona –                        | — | — | CH83 (1 Wo.)CH | — | Erstveröffentlichung: 26. März 2022 Elai feat. Noizy                             |
| 2022 | Aventura                          | — | — | CH43 (2 Wo.)CH | — | Erstveröffentlichung: 27. Mai 2022 Ardian Bujupi feat. Noizy                     |
| 2022 | Bandita DardyNextDoor             | DE54 (1 Wo.)DE | — | CH37 (1 Wo.)CH | — | Erstveröffentlichung: 3. Juni 2022 Dardan feat. Noizy                            |
| 2023 | Shut Up –                         | — | — | CH51 (1 Wo.)CH | — | Erstveröffentlichung: 1. März 2023 Dhurata Dora feat. Luciano & Noizy            |
| 2024 | Eagle Rolling Stone               | — | — | — | UK19 (8 Wo.)UK | Erstveröffentlichung: 11. Januar 2024 D-Block Europe feat. Noizy                 |
| 2025 | We Back –                         | DE50 (1 Wo.)DE | AT48 (1 Wo.)AT | CH15 (2 Wo.)CH | — | Erstveröffentlichung: 29. Mai 2025 Azet feat. Noizy                              |
| Folgende Lieder erschienen nicht als Single, wurden aber durch das Album zum Download und Streaming bereitgestellt und konnten somit eine Platzierung erlangen: |                                   | | | | |                                                                                  |
| |                                   | | | | |                                                                                  |
| 2017 | Mitten in Frankfurt Alles auf Rot | — | — | CH78 (1 Wo.)CH | — | Charteinstieg: 11. Mai 2017 Capo feat. Noizy                                     |

Weitere Gastbeiträge
- 2011: Bebi I Vitit E Ri (Tuna feat. Noizy)
- 2019: Colpo Grosso (Snik feat. Guè Pequeno, Noizy, Capo Plaza)
- 2019: Shum Shum (Gent feat. Noizy)
- 2020: Bando Diaries (Remix) (Dutchavelli feat. ONEFOUR, Kekra, Noizy, Divine)
- 2021: OMG (Jala Brat feat. Noizy)
- 2024: Jargovane (MC Kresha & Lyrical Son feat. Noizy)
- 2024: Danse (Baby Gang feat. Noizy)

## Auszeichnungen für Musikverkäufe
| Goldene Schallplatte - Griechenland - 2024: für die Single Follow You - Italien - 2023: für die Single Location |

Anmerkung: Auszeichnungen in Ländern aus den Charttabellen bzw. Chartboxen sind in ebendiesen zu finden.
| Land/RegionAuszeichnungen für Musikverkäufe (Land/Region, Auszeichnungen, Verkäufe, Quellen) | Gold     | Platin  | Verkäufe | Quellen           |
| -------------------------------------------------------------------------------------------- | -------- | ------- | -------- | ----------------- |
| Deutschland (BVMI)                                                                           | Gold1    | Platin1 | 600.000  | musikindustrie.de |
| Griechenland (IFPI)                                                                          | Gold1    | —       | 10.000   | Einzelnachweise   |
| Italien (FIMI)                                                                               | Gold1    | —       | 50.000   | fimi.it           |
| Österreich (IFPI)                                                                            | 2× Gold2 | —       | 30.000   | ifpi.at           |
| Schweiz (IFPI)                                                                               | 2× Gold2 | —       | 20.000   | hitparade.ch      |
| Insgesamt                                                                                    | 7× Gold7 | Platin1 |          |                   |